# Dados dos sentidos

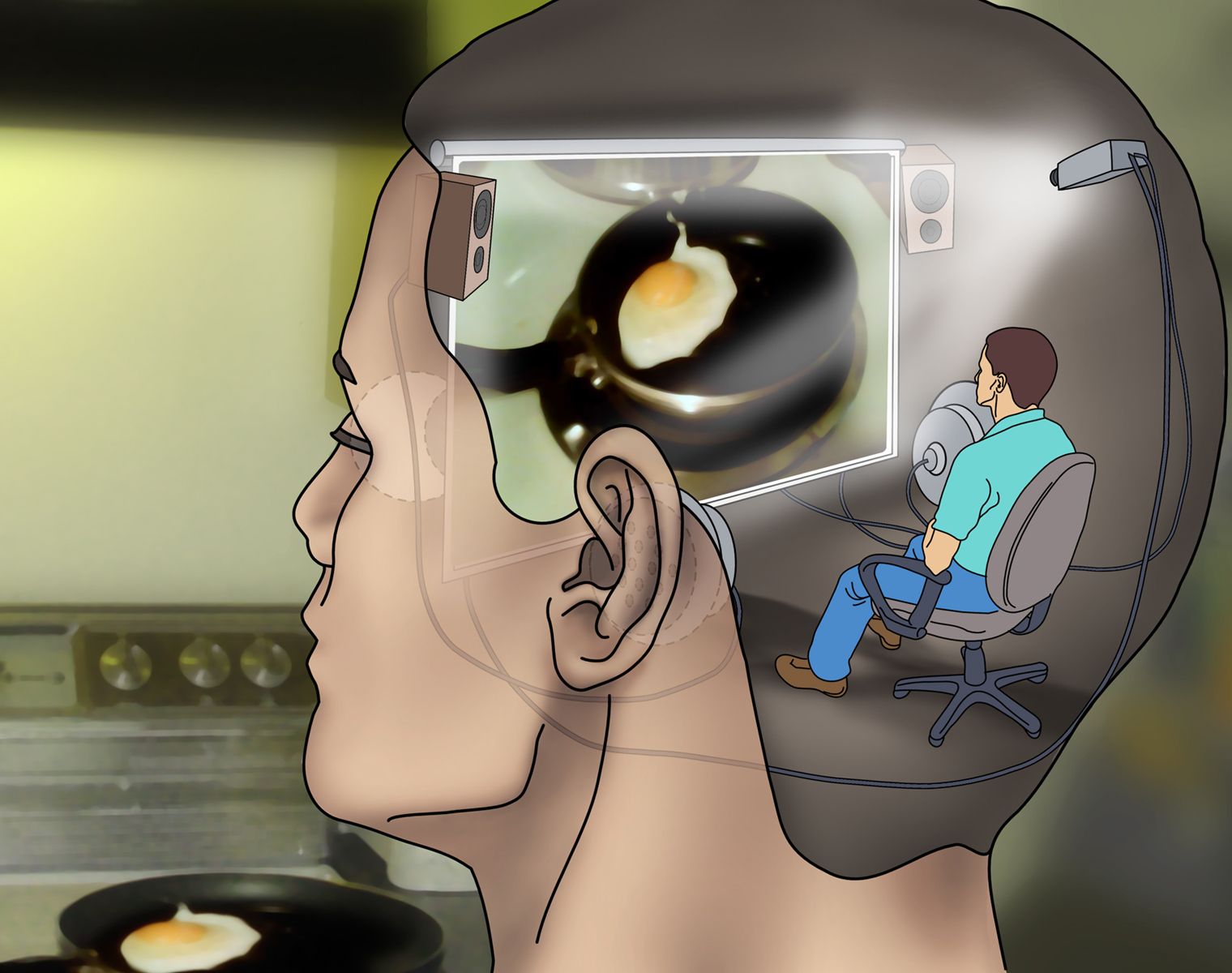
"Percebemos apenas ideias. Portanto, os objetos são ideias." _{(Berkeley)}

Dados do sentido significa aquilo que é percebido pelos sentidos. A concepção mais comum é a de que os dados do sentido são as formas de percepção e dependem, portanto, da mente e das condições ambientais existentes.  
As teorias filosóficas da concepção mais comuns limitam-se a postular um teatro privado na consciência do sujeito em que os dados aparecem, isto é, a imagem mental que formamos quanto à percepção de um objeto.
As ideias são geradas pela operação dessas sensações na mente, pela ação sobre essas sensações e pela reflexão acerca delas. Mas é da experiência sensorial que a função mental ou cognitiva de reflexão como fonte de ideias depende, visto que as ideias produzidas pela reflexão da mente se baseiam nas ideias já experimentadas por intermédio dos sentidos.
Para o caso da visão, trata-se de uma espécie de espetáculo de imagens internas que em si mesmas apenas representariam indiretamente os aspectos do mundo exterior.
As modernas perspectivas da percepção tendem a rejeitar a concepção mais comum, que seria a representação ou produção de imagens privadas. Muitos filósofos argumentaram que os dados dos sentidos são o objeto imediato de toda a percepção sensorial e não a imagem mental. Rejeitam a noção de dados dos sentidos, alegando que a percepção nos dá diretamente o objeto em vez de meras imagens mentais, uma vez que, se fosse como dizem os defensores da teoria comum, não seria possível localizar os objetos no espaço, onde eles existem realmente.
Afirma-se que a percepção é a única realidade de que se pode estar certo. Não se é dado conhecer com certeza a natureza dos objetos físicos do mundo em que se vive. Tudo o que se sabe é como esses objetos são percebidos. Como esta percepção está dentro do indivíduo e, portanto, é subjetiva, a percepção não reflete o mundo externo. De acordo com Berkeley, um objeto físico nada mais é que um acúmulo de sensações experimentadas conjuntamente, de modo que a força do hábito as associa entre si na mente. O mundo experimentado – o mundo que deriva da experiência individual ou se baseia nela – é a soma dessas sensações. Sendo assim, não existe nenhuma substância material sobre a qual se pode estar certo, porque, se retirarmos a percepção, a qualidade desaparece. Não pode haver cor sem a percepção da cor, nem forma ou movimento sem a percepção da forma ou do movimento.